# Émeutes de Kenosha
Les émeutes de Kenosha ont lieu en réaction aux tirs d'un policier blanc, Rusten Sheskey, sur Jacob Blake, un Afro-Américain de 29 ans, lors de son arrestation pour suspicion de violence domestique le 23 août 2020 à Kenosha, dans le Wisconsin. Blake, qui a reçu plusieurs balles dans le dos, est grièvement blessé et paralysé ; et cet événement, filmé, provoque dans les heures et jours qui suivent d'importantes émeutes, pillages, et incendies, ainsi que les tirs d'arme à feu d'un adolescent, Kyle Rittenhouse, contre des manifestants, faisant deux morts et un blessé grave. Des manifestations pacifiques ont également lieu. Un couvre-feu est mis en place à Kenosha dès le 23 août, puis dans d'autres villes de la région les jours suivants, et l'état d'urgence est décrété dans l'État du Wisconsin par son gouverneur le 25 août.
En pleine campagne présidentielle et dans le contexte des nombreuses manifestations consécutives à la mort de George Floyd lors de son arrestation fin mai 2020, ces émeutes ont un retentissement national et international, avec des manifestations dans plusieurs autres villes américaines et le boycott par des joueurs de plusieurs compétitions sportives professionnelles aux États-Unis devant se dérouler dans les jours suivants.
Le policier qui a tiré sur Jacob Blake n'est pas poursuivi par la justice américaine. L'adolescent qui a tué deux manifestants et en a blessé un autre à l’arme automatique est acquitté après avoir plaidé la légitime défense.

## Arrestation et tirs sur Jacob Blake

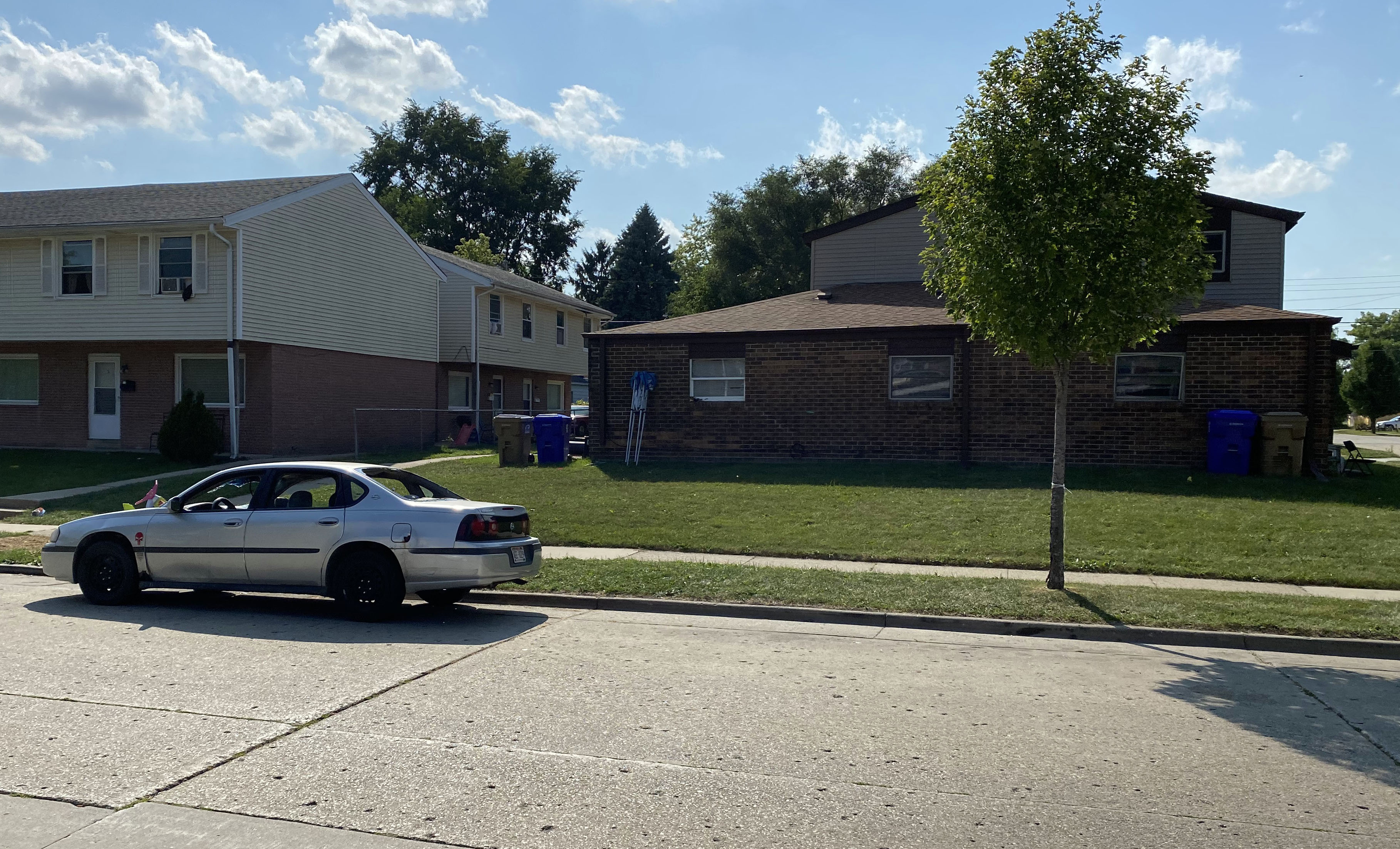
Le lieu de l'arrestation et des tirs sur Jacob Blake, 2805 40th St (Kenosha).

Le 23 août, la police répond à un appel d'urgence en fin d'après-midi d'une femme qui se serait plainte que son petit ami était présent alors qu'il n'était pas censé l'être, qu'il lui aurait pris ses clés et refuserait de les lui rendre,,. Jacob Blake était sous mandat d'arrêt depuis le 7 juillet pour agression sexuelle au troisième degré, intrusion criminelle et conduite désordonnée, tous les faits étant liés à une dispute conjugale du 3 mai 2020. L'existence d'un mandat d'arrêt est signalée par la centrale d'appel d'urgence aux policiers qui se rendent chez Jacob Blake,. Selon un témoin, Jacob Blake aurait arrêté sa voiture près de « six ou sept femmes se criant dessus sur le trottoir » et ne leur aurait rien dit. L'avocat de Jacob Blake, Benjamin Crump, affirme qu'il « tentait de calmer une dispute entre deux personnes lorsque les policiers sont arrivés sur les lieux », et qu'il aurait ensuite essayé d'entrer dans sa voiture pour voir comment se portaient ses trois fils,,.
Les policiers tentent de le maîtriser pour l'arrêter, utilisant un taser,. Un témoin affirme que Blake se bat avec un des policiers. Un témoin qui a filmé l'incident affirme avoir entendu la police crier « lâchez le couteau », ajoutant « je ne lui ai pas vu d'armes dans les mains, il n'était pas violent ». Blake a admis plus tard qu'il avait bel et bien un couteau en sa possession,.
Après une première lutte, Jacob Blake réussit à partir et marche vers le côté conducteur de sa voiture, suivi de deux policiers qui avaient sorti leur pistolets. L'officier le plus proche tente de l'attraper, et quand Jacob Blake ouvre la porte et se penche vers l'intérieur, l'attrape et lui tire au moins sept coups dans le dos,. L'officier déclarera qu'une femme avait crié « il a mon fils, il a mes clefs » et qu'il pensait que Blake essayait d'enlever un de ses enfants,. Blake est ensuite transporté par hélicoptère à l'hôpital Froedtert (en) dans la ville voisine de Milwaukee,.
Selon son avocat Benjamin Crump, Blake a été touché par quatre des sept balles. Le procureur général du Wisconsin Josh Kaul (en) affirme lors d'une conférence de presse du 26 août 2020 que Jacob Blake a admis qu'il avait un couteau et que les enquêteurs en ont retrouvé un sur le plancher du véhicule au niveau du siège conducteur,, sans trouver d'autres armes. Les policiers impliqués dans l'intervention sont mis en congé et l'enquête est transférée au Département de la justice du Wisconsin,. Le lendemain de l'évènement, le frère de Jacob Blake annonce que ce dernier est sorti du bloc opératoire et qu'il a été transféré aux soins intensifs. Le 25 août, son père annonce qu'il est paralysé du bas du corps et que les médecins ne savent pas si cette paralysie sera définitive,. Le 28 août, son père lui rend visite à l'hôpital et note qu'il est  menotté à son lit.
Le 5 janvier 2021, le procureur général de Kenosha, Michael Graveley, annonce que le policier qui a tiré à sept reprises dans le dos de Jacob Blake n'est pas pénalisable ; ni lui ni Jacob Blake ne seront poursuivis.

## Déroulement

### Jour 1: 23 août
La nouvelle de l'événement se répand rapidement après la diffusion sur Internet de vidéos de passants, et des centaines de personnes se réunissent dans les rues de Kenosha, en particulier sur les lieux de la fusillade, où des policiers sont insultés et des heurts éclatent,,. Les émeutiers cassent également des vitres et démarrent des incendies, notamment d'un concessionnaire de voitures d'occasion,,. Ce dernier affirme que 50 voitures ont été brûlées, causant 1.5 million de dégâts. Certains magasins sont pillés, comme une bijouterie.
Un couvre-feu est décrété pour 22h15, et la plupart des émeutiers se dispersent après l'usage de gaz lacrymogène et des balles en caoutchouc par la police,.
Des appels à protester à travers le pays circulent également sur Internet, avec le mot-dièse #JusticeForJacobBlake (« Justice pour Jacob Blake »).

### Jour 2: 24 août

#### Mesures de police
Le gouverneur du Wisconsin Tony Evers (démocrate) mobilise 125 membres de la garde nationale du Wisconsin pour protéger les pompiers et les infrastructures vitales de Kenosha,. L'Union américaine pour les libertés civiles (ACLU) s'oppose fortement à cette décision.
Le comté de Kenosha prononce un couvre-feu débutant à 20h et le train régional Metra suspend son service au nord de la gare de Waukegan pour la nuit, tandis que les sorties d'autoroutes pour le comté des Interstate 41 et 94 sont fermées.
Des plaques de bois protectrices sont posées sur presque tous les bâtiments dans un rayon de plusieurs centaines de mètres autour du lieu de la fusillade.

#### Événements du jour

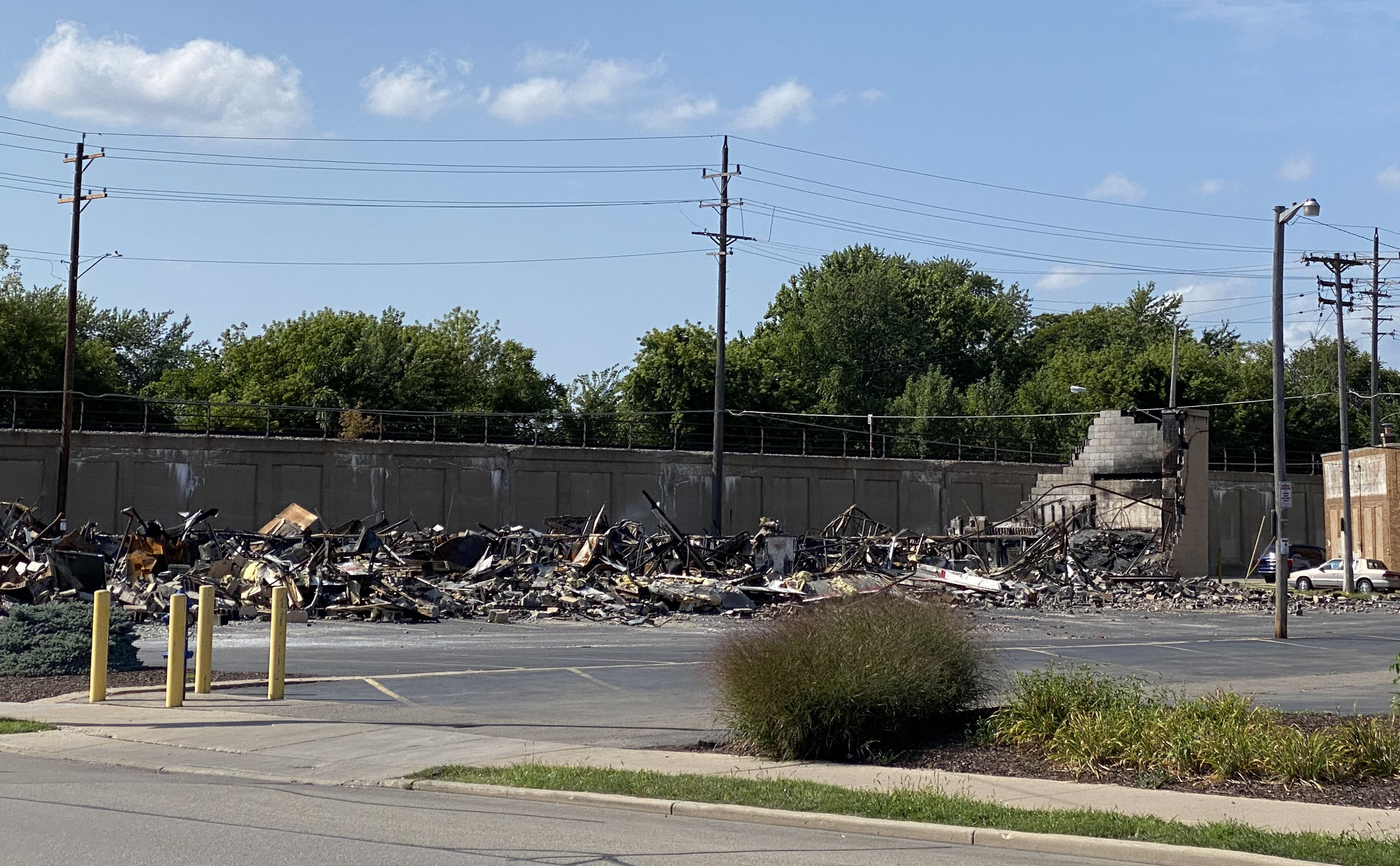
Ruines du bâtiment de la division correctionnelle communautaire brûlé le 24 août 2020.

Dans la soirée, un millier de personnes se réunissent devant le tribunal de Kenosha, où le rassemblement tourne à l'émeute, avec notamment une camionnette incendiée devant le tribunal. Les émeutiers cassent une porte en essayant de pénétrer dans le bâtiment de la Sûreté publique, avant d'être repoussé par du spray au poivre. Du gaz lacrymogène est à nouveau utilisé, à partir de 20h30, pour tenter de disperser les foules qui violent le couvre-feu et se sont réunies près du tribunal, tandis que des émeutiers lancent des feux d'artifice sur la police. Un camion ramasseur d'ordures est mis à feu un concessionnaire automobile est pillé et un magasin de meubles est incendié, alors que des hommes armés semblent garder une station d'essence au centre-ville. Un homme de 70 ans qui tentait de protéger un magasin de matelas est attaqué par des émeutiers dans une attaque filmée et se serait fait briser la mâchoire. Un policier est blessé par un tir de mortier, et les services d'urgence reçoivent divers appels pour des blessures graves et blessures non mortelles de balles de fusil.
De multiples luminaires urbains sont renversés et vers une heure du matin de multiples commerces du centre-ville sont en feu. Parmi les bâtiments incendiés se trouvent notamment un bâtiment de liberté sur parole communautaire du Département pénitentiaire du Wisconsin et la loge de la Fraternité maçonnique danoise de la ville. Les autres bâtiments incendiés comprennent des immeubles résidentiels et de nombreuses maisons individuelles,. Les pompiers travaillent jusque dans la matinée, alors que les propriétaires de commerces viennent constater les dégâts,. Les autorités affirment avoir combattu 37 incendies, dont un qui a presque détruit plusieurs blocs.

### Jour 3: 25 août

#### Mesures de police et progression de l'enquête judiciaire
Le conseil du comté de Kenosha rédige une lettre au gouverneur demandant le déploiement de 2 000 gardes nationaux supplémentaires. Le shérif du comté, David Beth, affirme que l'essentiel des dégâts sont le fait d'individus sans intention de manifester et venus en découdre d'en-dehors du comté.
Le gouverneur déclare l'état d'urgence et augmente la mobilisation des troupes de la garde nationale de 125 à 250 membres. Mark Meadows, chef de cabinet de la Maison-Blanche, affirme que le gouverneur a refusé une aide fédérale sous la forme de gardes nationaux supplémentaires, et des appels à l'aide du député du district Bryan Steil (républicain) et du sénateur du Wisconsin Ron Johnson (républicain).
Les autorités du Wisconsin publient des informations sur le policier auteur des tirs sur Jacob Blake, Rusten Sheskey, et affirme que l'identité des autres policiers impliqués sera bientôt révélée.

#### Événements du jour
A Kenosha même, le couvre-feu est déclaré. Malgré cela, 200 émeutiers se réunissent dans le centre-ville, où des échauffourées éclatent avec la police. Certains essaient dans la nuit de briser une clôture érigée par les forces de l'ordre pour protéger le tribunal, sans succès,. Un nombre significatif de civils armés, parfois décrits comme des miliciens, sont également dans les rues. La police affirme que de tels groupes n'ont pas été invités et n'aident pas. Le chef de la police affirme que des personnes ont reçu des tirs lors d'une dispute. Une vidéo montre un jeune homme, Kyle Rittenhouse, tirant sur un autre homme qui l'avait poursuivi sur un parking et avait jeté quelque chose sur lui. Le tireur est ensuite filmé alors qu'il est poursuivi dans la rue par plusieurs hommes avant de tomber. On le voit ensuite ouvrir le feu sur ceux qui le poursuivent,,,. Le tireur est ensuite vu en train de passer devant des polices avec son fusil semi-automatique, alors que des membres du public crient à la police de l'arrêter,,. Lors de la fusillade, deux personnes sont tuées et une est gravement blessée, mais sa vie ne serait pas en danger,. Le shérif de Kenosha affirme le lendemain qu'une des victimes a été touchée à la tête et l'autre à la poitrine.
Le jeune Kyle Rittenhouse plaide la légitime défense et est acquitté en novembre 2021.

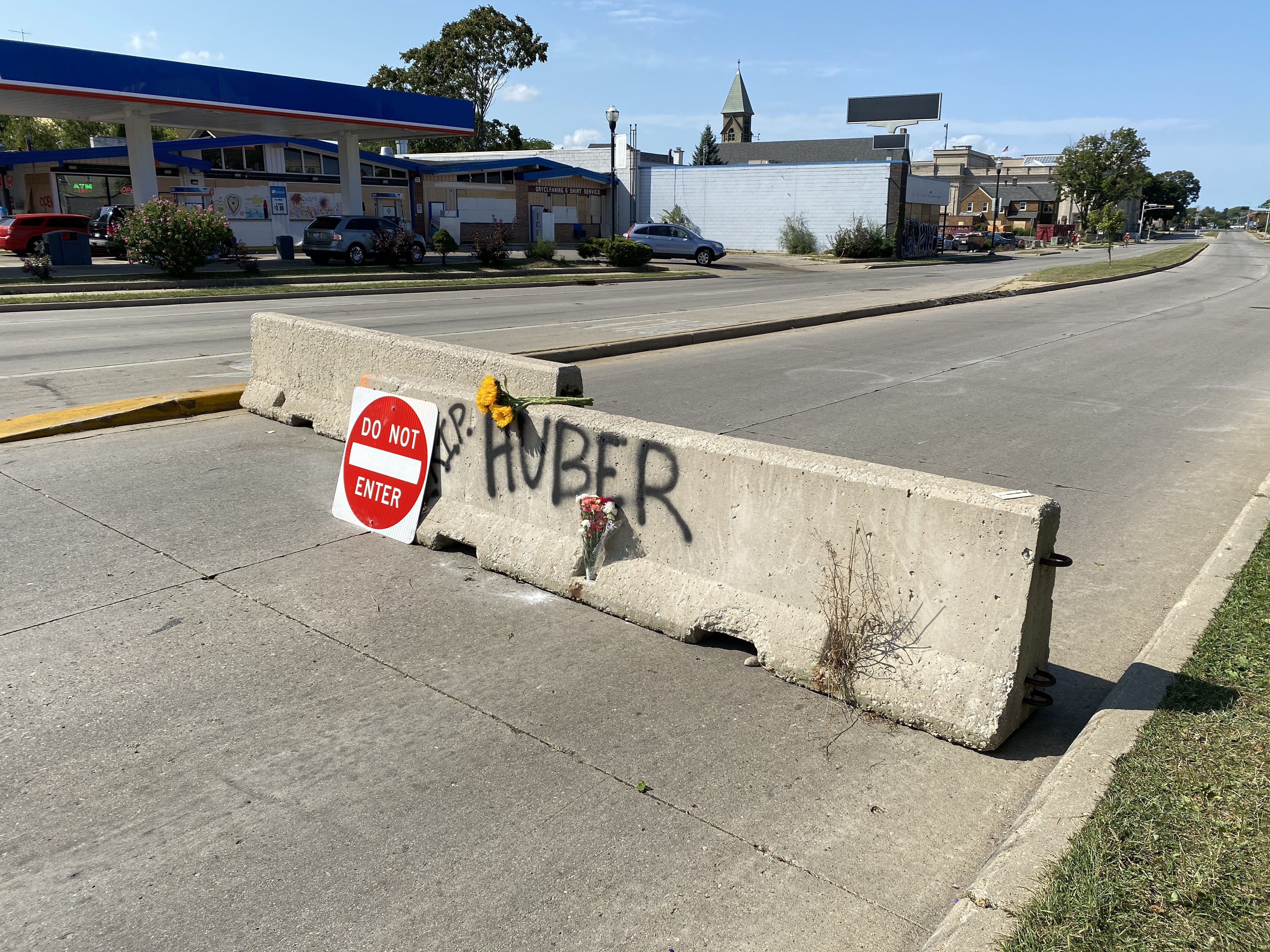
La rue de Kenosha où Anthony Huber est décédé lors de la fusillade du 25 août 2020: 60th et Sheridan.

### Jour 4: 26 août

#### Mesures de police et progression de l'enquête judiciaire
Le président Donald Trump annonce dans l'après-midi que le gouverneur a accepté une assistance fédérale. Ce dernier publie un communiqué autorisant 500 membres de la garde nationale du Wisconsin à « soutenir les forces de l'ordre ».
Le conseil du comté de Kenosha rédige une seconde lettre au gouverneur demandant le déploiement de 1 500 gardes nationaux supplémentaires, affirmant que le comté, les commerces et les maisons sont « attaqués » et que les forces de l'ordre locales ont besoin de plus de soutien pour ramener de le « civisme » dans la commune.
Un adolescent de 17 ans est arrêté chez lui à Antioch dans l'Etat d'Illinois, une banlieue très proche de Kenosha, et est poursuivi pour homicide intentionnel au premier degré, en lien avec la fusillade qui a mené à la mort de deux personnes et l'hospitalisation en état grave d'une autre. Le FBI apporte son assistance dans la procédure. Son identité est largement diffusée dans la presse, et des images de lui nettoyant un bâtiment tagué le jour précédant la fusillade refont surface. Il aurait fait partie d'une milice locale ,.

#### Événements du jour
Malgré le couvre-feu de 19h, un rassemblement a de nouveau lieu la nuit. Peu avant le couvre-feu, des dizaines de personnes se rassemblent au parc du centre civique, où une minute de silence est tenue pour les trois personnes victimes de tirs le soir précédent. Des orateurs affirment que les évènements des nuits précédentes et les personnes qui brisent le couvre-feu ne font pas partie de leur quête de justice. La foule se disperse, et un groupe défile à travers les rues. Assemblés autour du tribunal du comté, des émeutiers essaient à nouveau de faire tomber les barricades autour du bâtiment.

### Jour 4: 27 août
Le gouverneur Tony Evers visite Kenosha et constate les dégâts matériels. Des effectifs supplémentaires de la garde nationale formés à la gestion de la foule sont attendus, des États d'Alabama, du Michigan et de l'Arizona, dans un contexte où l'arrivée des groupes supplémentaires de miliciens armés est attendue. À propos de ces derniers, le gouverneur affirme qu'il aimerait « désinviter ces gens qui se baladent avec leurs fusils sans raison apparente » et les qualifie de « menaces pour la liberté d'expression ».

### Jour 5: 28 août

#### Mesures de police
Au 28 août, l'Etat avait déployé près de 1 000 membres de la garde nationale et plus de 200 agents fédéraux

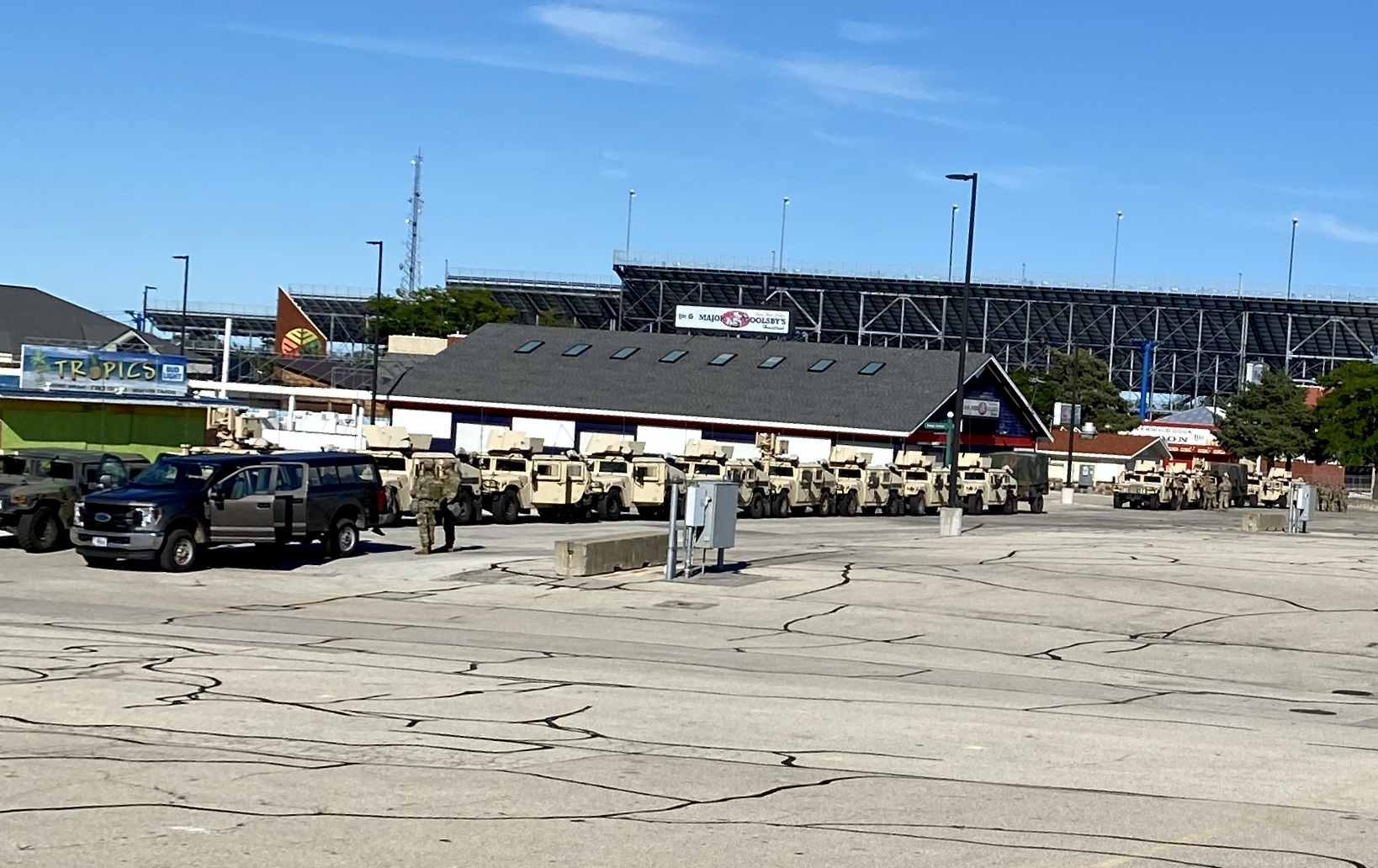
Des véhicules de la Garde Nationale garés au Wisconsin Fairgrounds à West Allis, à une soixantaine de kilomètres de Kenosha.

. Les gardes nationales du Michigan (en), de l'Arizona (en) et de l'Alabama (en) ont toutes envoyé des troupes en soutien.

Des fonctionnaires fédéraux arrivent à Kenosha pour aider les autorités de la ville à enquêter sur les incendies volontaires de plus de vingt commerces et de douze véhicules gouvernementaux.

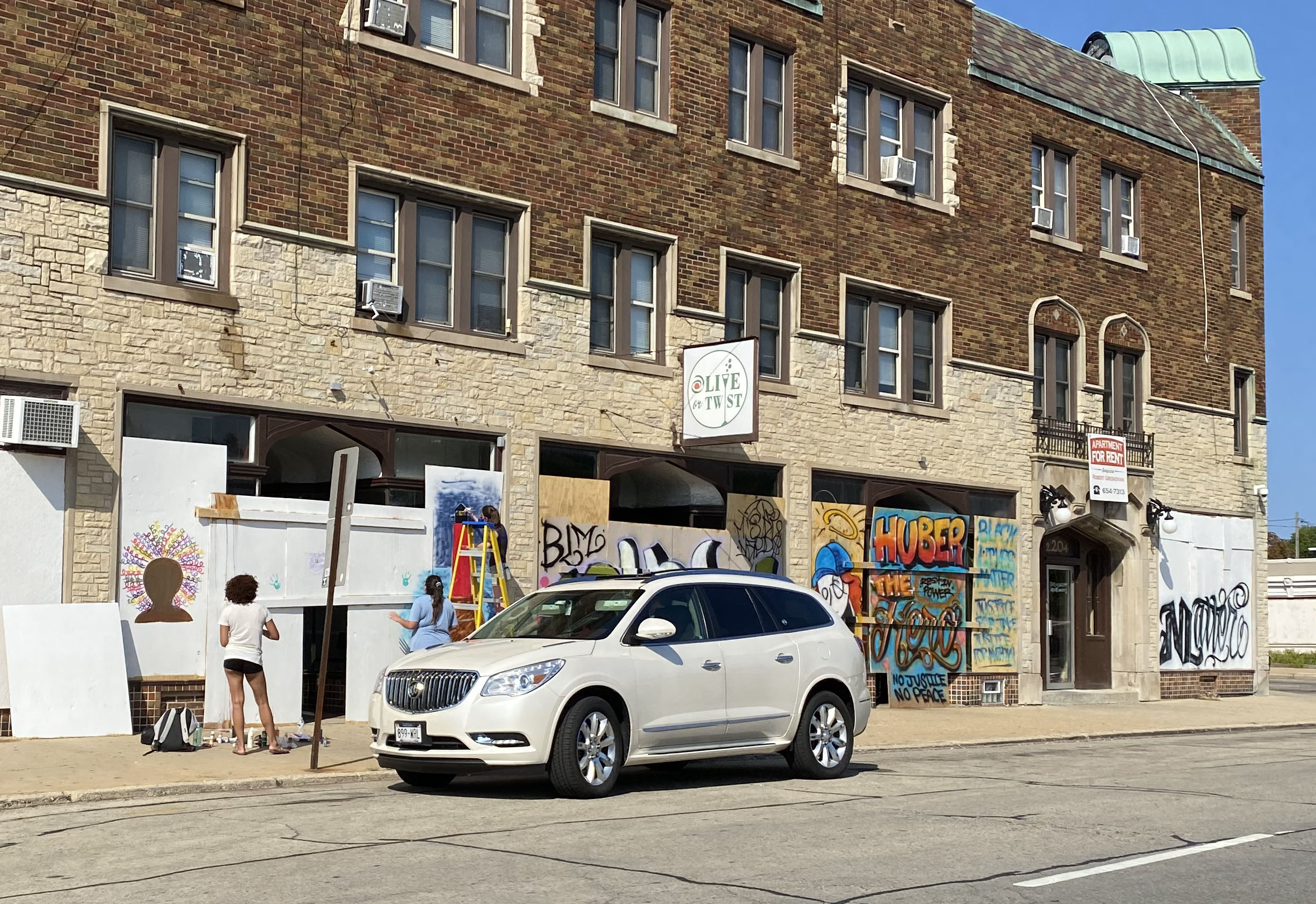
Des habitants peignent un immeuble barricadé à Kenosha, le 28 août 2020.

### 1erseptembre
Le président Donald Trump se rend à Kenosha contre les vœux du gouverneur du Wisconsin Tony Evers, qui juge cette visite inopportune dans le contexte des tensions dans la ville. Il ne s'oppose toutefois pas publiquement à la visite du candidat démocrate à la présidentielle Joe Biden, bien qu'il affirme lui avoir demandé de ne pas venir. Le président rencontre des habitants de la ville ainsi que ses sympathisants, puis assimile les actes de vandalisme et de jets de brique contre des policiers durant les manifestations à Kenosha à du « terrorisme intérieur »,. Des partisans du mouvement Black Lives Matter manifestent contre sa venue et échangent des invectives avec ses sympathisants.

## Émeutes et manifestations dans d'autres villes

### 24 août
À Madison, peu après minuit le soir du 24 août, le capitole de l'État du Wisconsin a signalé des incendies de benne à ordures et un magasin d'alcool pillé lors d'émeutes dans cette ville. Six arrestations sont effectuées, dont un suspect avec une arme de poing. Le soir du 24 août, 40 commerces sont endommagés au cours de pillages. Les émeutiers auraient utilisé des cocktails Molotov sans toutefois brûler de bâtiment.
À Minneapolis, une manifestation de 100 personnes a lieu au centre-ville pour protester contre les tirs sur Jacob Blake, brûlant un drapeau américain. Après la dispersion du groupe de manifestants principal, certains manifestants brisent des vitres et tentent de rentrer dans une prison, qui est endommagée, menant à l'arrestation de 11 personnes
À New York, 200 personnes manifestent,.
À Los Angeles, autour de 200 personnes défilent dans les rues et se réunissent devant le siège de la police. Des policiers en tenue anti-émeute sont présents au rassemblement, et certains manifestants déplacent une barricade métallique. La police déclare le rassemblement illégal autour de 23 heures, et commence à repousser la foule de son siège après minuit. Des témoignages rapportent des tirs de munitions non létales de la police. Le lendemain, la police déclare qu'il n'y a eu aucune arrestation, et qu'elle examinait s'il y avait eu des blessures,.

### 25 août
À Madison, 4000 personnes manifestent. À Minneapolis, une nouvelle manifestation a lieu dans la ville. À New York, quelques centaines de personnes manifestent sur le Pont de Brooklyn en criant le nom de Jacob Blake. À Seattle (Washington) des bâtiments sont incendiés. À Portland (Oregon), deux bâtiments proches de l'association des policiers de la ville sont incendiés. À Atlanta (Géorgie), une manifestation se déroule au centre-ville, où ont lieu des destructions. Huit personnes sont arrêtées. À Philadelphie (Pennsylvanie), une manifestation a lieu, sans incident.

### 26 août
Le maire d'Antioch, ville voisine de Kenosha dans l'Illinois, décrète un couvre-feu d'urgence sans limite, à la suite de messages sur les réseaux sociaux indiquant la préparation d'une incitation aux troubles dans la ville. Ces évènements ont lieu après la fusillade du soir précédent à Kenosha au cours de laquelle deux personnes meurent, et qui est suivie de l'arrestation d'un adolescent d'Antioch,.
En Californie, autour de 300 personnes manifestent à Los Angeles, et des heurts éclatent avec la police,.

### 28 août
À San Jose, des centaines de personnes défilent dans les rues et la maison du maire est vandalisée, devant une centaine de personnes selon ce dernier, et un autre cas de vandalisme est signalé à l'hôtel de ville.
À Oakland, 250 personnes manifestent et bloquent plusieurs intersections au centre-ville. Une douzaine de personnes sont arrêtées pour divers délits dont l'attaque d'un policier et l'émission de laser sur la police et des journalistes.
À San Diego, des manifestants se réunissent devant le siège de la police municipale et défilent dans les rues où plusieurs personnes sont arrêtées. La police affirme qu'une personne a diffusé un spray chimique irritant contre la police, que quelqu'un a frappé un policier et que deux autres ont tenté d'intervenir lors de son arrestation. Sept personnes sont arrêtées, dont deux pour avoir émis un laser sur les policiers et un hélicoptère de police.

## Conséquences

### Économiques
Le 2 septembre, l'Alliance commerciale de Kenosha affirme que 100 commerces ont été endommagés, dont 40 détruits, et que les dommages pourraient se monter à 50 millions de dollars, en comptant également les dégâts aux bâtiments publics. Les montants des dommages sur les équipements publics tels que les camions ramasseurs d'ordures, les luminaires urbains et les panneaux de signalisation est estimé à près de 2 millions au 31 août 2020.
Le 30 août 2020, le maire de Kenosha John Antaramian annonce que la ville demandera une aide de 30 millions de l'État pour des reconstructions.

### Politiques
Le lendemain de l'évènement, le gouverneur du Wisconsin, le démocrate Tony Evers, signe un arrêté exécutif organisant une session spéciale du parlement de l'État le 31 août pour voter une loi qui interdirait les mandats d'arrêts « no knock » (sans frapper à la porte) et les prises d'étranglement, et mettrait en place une formation pour les policiers à la désescalade des situations conflictuelles.
Selon le New York Times, qui a interrogé des personnes résidentes et originaires de Kenosha, les émeutes pourraient encourager les électeurs indécis à voter en faveur des Républicains et du président Donald Trump lors des élections législatives et présidentielle de 2020, en raison d'une crainte dans l'incapacité des Démocrates à contenir la crise. Par ailleurs, certains Démocrates qui hésiteraient à condamner les pillages et les incendies parce qu'ils comprendraient la rage dont ces actes seraient issus, s'inquièteraient du risque que les évènements de leur ville aident à une réélection de Donald Trump.
Fin août 2020, une pétition en faveur d'un référendum révocatoire du gouverneur Tony Evers est lancée, citant sa gestion de la crise à Kenosha, et des pétitions similaires émergent pour le lieutenant-gouverneur Mandela Barnes (en) et le procureur général Josh Kaul (en), également démocrates,.

## Prises de position et réponse politique

### Politique
Le soir de l'évènement, le gouverneur du Wisconsin, le Démocrate Tony Evers, publie un communiqué promettant de demander une action aux « élus de notre État qui ont échoué à reconnaître le racisme dans notre État et notre pays pendant bien trop longtemps ». Au sujet de l'arrestation de Jacob Blake, il affirme : « bien que nous n'ayons pas encore tous les détails, nous savons avec certitude qu'il n'est pas le premier homme ou la première personne noire à avoir s'être fait tirer dessus, été blessé ou tué sans merci aux mains d'individus des forces de l'ordre de notre État ou notre pays ».
Le même jour, le candidat démocrate à la présidentielle américaine Joe Biden publie un communiqué affirmant que le pays « se réveille à nouveau en deuil et en colère qu'un Américain noir de plus a été victime d'une force excessive » et qu'il est « à un point d'inflexion. Nous devons démanteler le racisme systémique. C'est une tâche urgente que nous avons devons nous. ».
Le 25 août, affirmant que le gouverneur a refusé une aide fédérale pour lutter contre la violence, le chef de cabinet de la Maison-Blanche Mark Meadows affirme que de nombreux gouverneurs démocrates « ignorent le problème » de la violence de meute dans les grandes villes, et que dans les districts démocratiques, certains procureurs ne poursuivent pas avec fermeté les cas d'émeute, ce qui aiderait des émeutiers à commettre à nouveau des crimes dès le lendemain.
Lors de la conférence nationale républicaine, la prière d'ouverture appelle à la guérison pour Jacob Blake et sa famille, et pour ceux qui s'exposent à des dangers en servant.
Le 26 août, « après que le gouverneur Evers ait enfin accepté une aide fédérale du président Trump pour aider les forces de l'ordre à Kenosha » à la suite de « trois nuits d'émeutes incontrôlables et de morts tragiques », des parlementaires de Kenosha, Racine et Madison publient un communiqué déplorant la lenteur du gouverneur à aider les autorités locales face aux émeutes, affirmant que la sécurité des citoyens doit toujours venir avant la politique.
Le candidat démocrate à la présidentielle Joe Biden affirme avoir parlé avec la mère, le père et la sœur de Jacob Blake, et dit que la violence doit s'arrêter.
Le 27 août, lors d'une conférence de presse, le gouverneur Tony Evers et le lieutenant-gouverneur Mandela Barnes (en), également démocrate, révèlent qu'ils ont parlé avec la famille de Jacob Blake. Le lieutenant gouverneur qualifie le tireur adolescent d' « agitateur extérieur, quelqu'un venu de l'Illinois avec un fusil ».
Le 28 août, le porte-parole du Haut-Commissariat de l'ONU aux droits de l'Homme, interrogé au sujet de l'évènement lors d'un point de presse, affirme que la force utilisée lors de l'arrestation semble excessive et qu'il est « fort possible » qu'elle soit « de nature discriminatoire ». Selon lui, « Cet épisode vraiment tragique réaffirme la nécessité d'une action urgente pour éradiquer les liens entre le racisme structurel et le maintien de l'ordre ». Au sujet de la fusillade qui a coûté la vie à deux personnes et gravement blessé une troisième lors des émeutes, il affirme que c'était « un autre exemple - malheureusement - de l'insuffisance et du laxisme des mesures de contrôle des armes à feu aux États-Unis » et qu'il « devrait être inconcevable qu'un jeune de 17 ans se balade avec un fusil automatique et qui puisse tirer sur des gens de cette manière dans une situation aussi tendue ».
Le 29 août, le président Donald Trump annonce une visite de Kenosha le 1er septembre 2020, afin d'observer les dégâts causés par les émeutes et rencontrer les forces de l'ordre.

### Société civile
L’affaire Jacob Blake déclenche un mouvement de boycott historique dans le monde du sport. Le 26 août, les joueurs des Bucks de Milwaukee boycottent un match de playoff en ne se présentant pas sur le parquet pour la rencontre. Les joueurs entendent protester contre les violences policières, après des tirs policiers sur Jacob Blake. Les autres matchs prévus sont également reportés. Après plusieurs réunions avec les dirigeants de la NBA, la question de l'annulation des playoffs fut évoquée notamment  par les franchises de Los Angeles (Lakers et Clippers)  mais les joueurs accepteront de reprendre la compétition à partir du 29 août.
La joueuse de tennis Naomi Osaka refuse de disputer la demi-finale du tournoi de Cincinnati, dont les organisateurs reportent d’un jour tous les matches prévus jeudi. Des matches de football et de base-ball ont également été reportés en raison d’un boycott des joueurs.
Les joueuses de basket-ball WNBA des Mystics de Washington sont ainsi entrées sur le parquet avec chacune un tee-shirt siglé d’une lettre permettant de composer le nom et le prénom de Jacob Blake. Les joueuses ainsi que toutes les personnes présentes pour ce match contre le Dream d'Atlanta ont ensuite mis un genou à terre afin d'exprimer leur solidarité avec le mouvement "Black Lives Matter"  ,,.
D'autres boycotts ont lieu au sein d'autres ligues professionnelles, notamment en NHL, MLB et MLS [réf. nécessaire].

## Conséquences judiciaires
Selon une annonce faite le 5 janvier 2021, le policier qui a tiré sur Jacob Blake ne sera pas poursuivi par la justice du Wisconsin. Le procureur local, Michael Graveley, estime que l’auteur des tirs était en état de légitime défense parce que Jacob Blake « avait résisté avec un couteau » à son interpellation.
Le ministère de la justice américain annonce le 8 octobre 2021 qu’il n’y aurait pas de poursuites fédérales contre le policier Rusten Sheskey qui grièvement blessé l’Afro-Américain Jacob Blake : « Le ministère a pris cette décision parce que les preuves obtenues ne sont pas suffisantes pour prouver que l’agent a fait un usage excessif de la force ».